# دسترسی عمومی
دسترسی عمومی (به انگلیسی: Public Access) یک فیلم درام آمریکایی محصول سال ۱۹۹۳ به کارگردانی برایان سینگر در اولین فیلم بلند خود است. سینگر همچنین فیلمنامه را با کریستوفر مک کوری و مایکل فیت دوگان نوشته‌است. این فیلم در ۱۸ روز با قیمت ۲۵۰ هزار دلار فیلمبرداری شد. این فیلم اولین بار در جشنواره فیلم ساندنس در سال ۱۹۹۳ به نمایش درآمد، جایی که برنده مشترک جایزه بزرگ هیئت داوران بود. منتقدان کارگردانی این فیلم را ستودند، اما تمجید مشابهی از داستان فیلم و شخصیت‌ها نکردند.

## بازیگران
- ران مارکت در نقش حویی پریچر
- دینا بروکس در نقش ریچل
- برت ویلیامز در نقش باب هاجز
- لری مکسول در نقش جف آبرناتی
- چارلز کاوانا به عنوان شهردار برویر
- براندون بویس در نقش کوین هیوی
- مارگارت کری در نقش مارج
- راندال اسلاوین در نقش پود
- لیز دیلتز در نقش لیزا
- مارک نورلینگ در نقش لایل مکینتاش
- جیسون وارلنس در نقش تری[۳]